# 今井啓介 (バレーボール)
今井 啓介（いまい けいすけ、1980年2月5日 - ）は、日本の元インドアバレーボール選手、元ビーチバレーボール選手。現在はバレーボール、ビーチバレーの指導者、大学講師、Vリーグ解説員（DAZN、GAORA）である。

## 来歴
兵庫県西宮市出身。西宮市立学文中学校、洛南高等学校、中央大学法学部法律学科卒業。
中央大学を卒業後、パナソニックパンサーズに入団。　
2004年、インドア日本代表に初選出。北京オリンピックを目指すも、2006年足首故障による手術のため戦線を離脱。1年に及ぶリハビリ後、ポジションをコンバート。ミドルブロッカーとオポジットの2つのポジションを担い、2008年にはVリーグ優勝、黒鷲旗優勝、全日本選手権準優勝に貢献し日本一を経験する。
2009年「新たな挑戦」として世界一を目指しビーチバレーへ転向。多くの大型プレーヤーが課題とする敏捷性もものともせず、多彩なポジションをこなす器用さを持ったプレーヤーとして評価され、さらに高いレベルを求めてブラジルへ渡る。2010年にはビーチバレー日本代表に選出され世界を転戦、2012年のロンドンオリンピック出場切符をかけ日本代表選手団のひとりとしてアジア大陸枠最終予選を戦った。
2012年ロンドンオリンピック後、プレーヤーと指導者を並行して活動。
2013年からはバレーボールとビーチバレー両競技の指導者として活動。日本各地でバレーボール教室、ビーチバレー教室を実施、アンダーカテゴリーからママさんバレーまで指導普及、強化育成を行なっている。また、（財）日本バレーボール協会 ハイパフォーマンス事業本部 発掘育成委員会委員を担い、東京オリンピック以降のターゲットエイジの発掘育成を行なっている。
関西学院大学女子バレーボール部 監督（2012～2013）、武庫川女子大学バレーボール部 監督（2013～現在）、同校ビーチバレーチーム 監督（2013～現在）、同校大学院スポーツ健康科学専攻、修士課程修了。
日本スポーツ協会公認スポーツ指導者バレーボール指導員コーチ1、（財）日本バレーボール協会 ハイパフォーマンス事業本部 発掘育成委員会 委員、（一社）日本ビーチバレーボール連盟 強化委員会 委員、全日本大学バレーボール連盟 ビーチバレーボール強化委員会 委員、関西大学バレーボール連盟 ビーチバレー委員会 副委員長、同連盟 強化委員会 委員。

## 所属チーム
選手
- 西宮市立学文中学校
- 洛南高等学校
- 中央大学
- パナソニックパンサーズ（2002-2008年12月）
- ビーチバレー（2009年1月- ）

指導者
- 関西学院大学女子バレーボール部監督（2012-2013）

- 武庫川女子大学バレーボール部監督

- 武庫川女子大学ビーチバレーチーム監督
- 大阪学院大学女子バレーボール部監督（2020年-）

## パートナー(ビーチバレー）
- 2009 西村晃一
- 2010 畑信也
- 2011 朝日健太郎（現 参議院議員、北京、ロンドンオリンピック日本代表） 白鳥勝浩（現 ビーチバレー日本代表、北京、ロンドンオリンピック日本代表）
- 2012 畑信也

## 成績

### バレーボール ナショナルチーム成績
- 1999年 世界ジュニア大会 4位
- 2001年 ユニバーシアード北京 10位
- 2003年 ユニバーシアード テグ大会 銀メダル
- 2004年、2005年 ワールドリーグ出場

### バレーボール パナソニックチーム成績
- 2002年第51回天皇杯皇后杯黒鷲旗全日本バレーボール選手権大会 最優秀新人賞受賞
- 2007・08Vプレミアリーグ 優勝
- 2008年  黒鷲旗 優勝
- 平成20年度天皇杯皇后杯全日本バレーボール選手権大会 準優勝

### ビーチバレー成績
- 2009年 第3戦ファイテンジャパンツアー霧島オープン 4位
- 2010年 第1戦ファイテンビーチバレー東京オープン 3位、第8戦ビーチバレーペボニアカップ 4位
- 2011年 第1戦ファイテンビーチバレー東京オープン 3位、第6戦ビーチバレーペボニアカップ 3位、ビーチバレージャパン 3位
- 2012年 第1戦スポーツクラブNASオープン 3位、第4戦 第13回ビーチバレー霧島酒造オープン 準優勝

## 親族
- 猫田勝敏 - 従叔父（今井の母の従兄）

- 旧姓 猫田祐子 - 母 四天王寺高等学校―ユニチカ

- 旧姓 今井亜依 - 妹 四天王寺高等学校―東洋紡オーキス―全日本女子バレーボールチーム コンディショニングトレーナー

## 論文
・ビーチバレーボールのスパイク踏切動作を意識した練習方法の提案－ビーチバレーの練習をインドアバレーの練習に活用するために－
　日本スポーツパフォーマンス学会 スポーツパフォーマンス研究,11,39-45,2019 アイデア研究
　森祐貴（神戸学院大学）、今井啓介（武庫川女子大学）
・バレーボールのアンダーハンドレセプション技術向上に関する事例研究－ビーチバレーの指導をインドアバレーに取り入れたコーチングの実践－
　日本スポーツパフォーマンス学会 スポーツパフォーマンス研究,10,27-38,2018 事例研究
　森祐貴（神戸学院大学）、今井啓介（武庫川女子大学）
・インドアバレーからビーチバレーへ転向する際の課題に関する研究：探索的因子分析により抽出された困難度の因子構造に着目して
　兵庫体育・スポーツ科学学会 体育・スポーツ科学研究,26,1-7.2017 原著論文
　今井啓介（武庫川女子大学）、坂井和明（武庫川女子大学）